# Sebastian Steinhardt
Sebastian Steinhardt (* 10. Oktober 1982 in Rendsburg) ist ein deutscher Musiker, Komponist, Produzent und Autor.

## Leben
Nach seiner Schulzeit auf dem Landesmusikgymnasium Rheinland-Pfalz im Musikinternat studierte er an der Hochschule für Musik, Theater und Medien Hannover Klavier auf Diplom und Musikmanagement M.A. Zurzeit lebt er als Musiker und Produzent in Hamburg. Er gibt regelmäßig Solo-Konzerte, ist mit verschiedenen Theaterproduktionen unterwegs und spielt in verschiedenen Bandformationen.
Als Autor wurden von ihm die Bücher Laute Musik = Gute Musik?  und Musikproduktion der Zukunft veröffentlicht.

## Auszeichnungen
Sebastian Steinhardt ist mehrfacher Preisträger von Jugend jazzt sowie Kompositionswettbewerben.

## Veröffentlichungen
Die bisher erschienenen Alben und Bücher, chronologisch geordnet: 
- Suite für Panflöte und Klavier. musical Verlag, 2001.
- Laute Musik = Gute Musik? Diplomica-Verlag, 2009, ISBN 978-3-8366-7649-6.
- Party in the Night. steinhardt records, 2010.
- LEBEN. oomoxx / steinhardt records, 2010.
- Christmas Piano Improvisation. steinhardt records, 2012.
- Musikproduktion der Zukunft. Diplomica-Verlag, 2013, ISBN 3-8428-9209-8.

## World Vision
Sebastian Steinhardt ist offizieller Partner des Kinderhilfswerkes World Vision Deutschland und unterstützt mit den Verkäufen seiner CDs das Hilfsprojekt „Starthelfer“ für Kinder in Entwicklungsländern.

## Steinhardt music & royalty GmbH
Sebastian Steinhardt ist Gründer und Geschäftsführer von steinhardt music & royalty GmbH.
Das Serviceunternehmen für die Musik- und Entertainmentindustrie bietet Abrechnungen für Musiklabels, Buchverlage, Filmgesellschaften und Content-Aggregatoren, sowie GEMA und GVL Dienstleistungen an.

## Steinhardt records
Seine Plattenfirma steinhardt records wurde 2010 von ihm gegründet und produziert Filmmusik, eigene Veröffentlichungen sowie andere Künstler wie Victor Visotsky und Sylvia Lee.